# Vitja (groupe)
Pour les articles homonymes, voir Vitja.
Vitja est un groupe allemand de metal progressif, originaire de Münster et Cologne, actif entre 2013 et 2022. Vitja est le diminutif en russe de Viktor, qui signifie « vainqueur », mais selon le groupe, la sonorité et l'esthétique du mot ont été déterminantes dans le choix du nom.

## Histoire

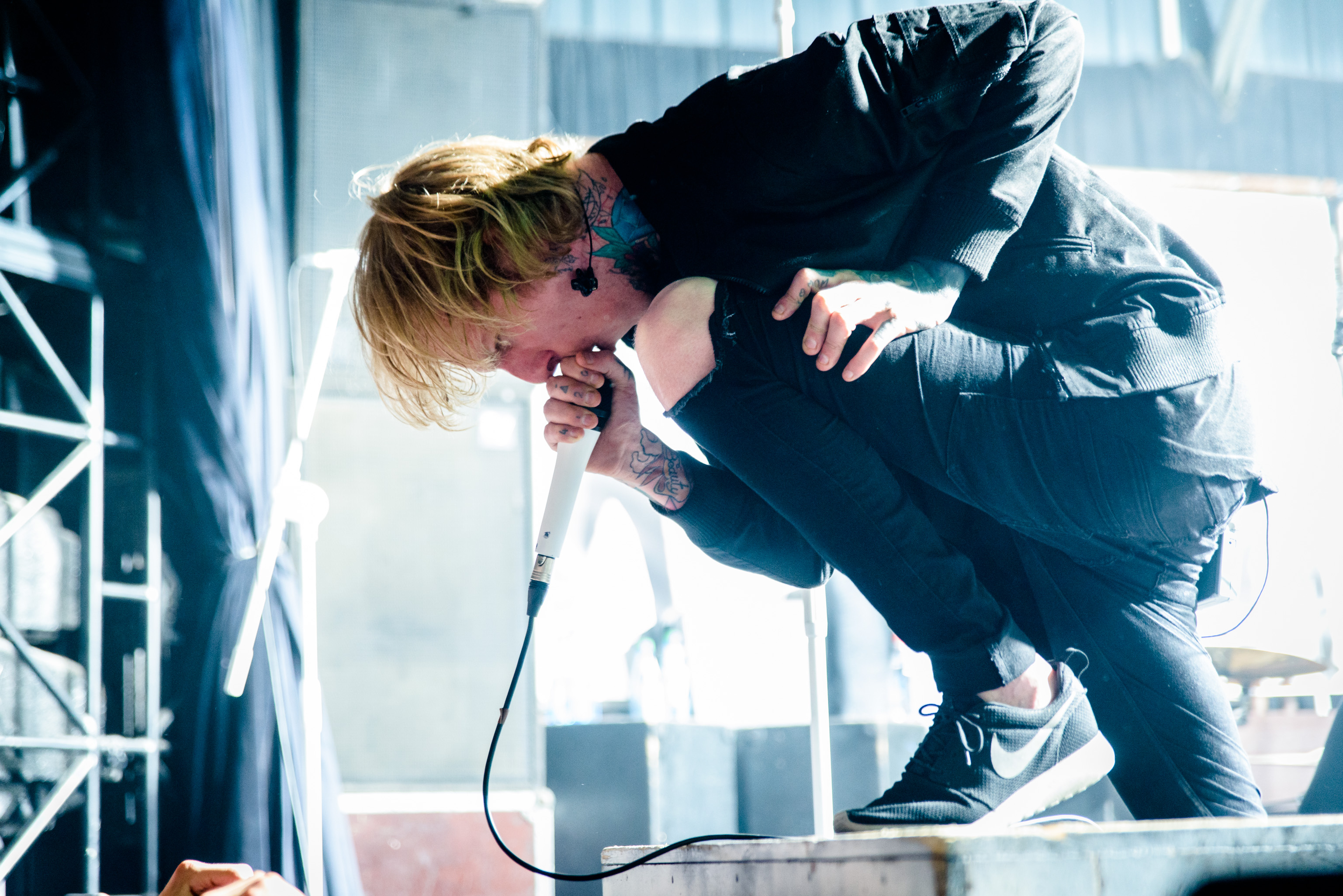
David Beule (2015).

Le groupe est formé en 2013 par d'anciens musiciens des groupes Disposed to Mirth, Shake the Pagoda Tree, Progress Utopia et Myterror. Le groupe obtient rapidement un contrat d'enregistrement chez Redfield Records, via lequel le premier album Echoes est publié,. En août 2013, Vitja joue en remplacement de Silent Screams sur la tournée For Those About to Mosh avec Martyr Defiled. En juillet et août 2014, Vitja fait la première partie de Texas in July et Iwrestledabearonce dans plusieurs pays européens.
Le 6 février 2015, Your Kingdom, le premier EP du groupe, sort sur Redfield Records. En février et mars 2015, le groupe effectue une tournée en Allemagne en première partie d'Annisokay et de Callejon. Pour l'été 2015, le groupe est confirmé pour le Summer Breeze et Vainstream.
En 2017, ils ont fait la première partie d'Emil Bulls lors de leur tournée. La même année, ils sortent leur album Digital love, qui marque un certain changement de style vers un metalcore plus mélodique, avec une part plus importante de chant clair.
L'année suivante, l'album suivant de Vitja, Mistaken, sort. Très peu de temps après la sortie de l'album, le groupe annule sa tournée Mistaken et garde le silence pendant plusieurs mois sur les raisons de cette annulation, jusqu'à ce qu'un nouveau chanteur soit présenté en mai 2019 avec la sortie du dernier single Back. Le chanteur David Beule, membre fondateur du groupe, est remplacé par Gabriel Spigolon qui, comme lui, exécute le chant guttural du groupe.
Le groupe se sépare finalement en avril 2022. La principale raison invoquée est l'absence de base commune après de nombreuses années de changement.

## Style musical
L'interviewer de Dearly Demented attribue le groupe à la scène metalcore, mais aussi au djent. Andreas Kuhlmann du Ox-Fanzine décrit la musique comme comparable à Veil of Maya et Volumes. Volkmar Weber du Rock Hard décrit quant à lui Vitja comme un des nombreux « hybrides metalcore/djent ». 

## Discographie
- 2013 : Echoes (album, Redfield Records)
- 2015 : Your Kingdom (EP, Redfield Records)
- 2017 : Digital Love (LP, Century Media Records)
- 2018 : Mistaken (LP, Century Media Records)
- 2019 : Thirst (LP, Arising Empire)